# 보비 올로건
보비 올로건(영어:Bobby Ologun, 일본어:ボビー・オロゴン, 1973년 4월 8일 ~)은 나이지리아 출신의 일본 국적 개그맨이자 종합격투기 선수이다. 일본에서는 그를 통칭 '일반인(종합격투기 선수가 아닌 사람) 중 최강자'라 부른다. 게임개발업체 (주)아틀라스사가 개발했지만 이 회사가 부도나서 (주)SNK사에서 판권을 이어받아 만든 호혈사시리즈 중 호혈사 번뇌해방에 최종보스로 등장하기도 한다. 호혈사 일족의 캐릭터 보비 올로건은 이름만 빌리고 실제로는 외형이 완전히 다른 김갑환과는 달리 정말 보비 올로건 본인이 등장한다.

## 생애

### 출생
나이지리아에 태어났다. 2007년 7월에는 공식적으로 일본으로 귀화를 하였다. 그의 동생인 앤디 올로건도 일본으로 귀화하여 종합격투기 선수로 생활하고 있다.

### 종합 격투 전적
- 4전 2승 2패(0 KO)

| 경기일자         | 상대        | 결과 | 내용           | 대회                  |
| ---------------- | ----------- | ---- | -------------- | --------------------- |
| 2007년 12월 31일 | 밥 샵       | 패   | 1R 4분 10초 KO | K-1 다이너마이트 2007 |
| 2006년 12월 31일 | 최홍만      | 패   | 1R 16초 KO     | K-1 다이너마이트 2006 |
| 2005년 12월 31일 | 차드 로완   | 승   | 3R 판정        | K-1 다이너마이트 2005 |
| 2004년 12월 31일 | 시릴 아비디 | 승   | 3R 판정        | K-1 다이너마이트 2004 |

### 입식 격투 전적
- 1전 0승 1패(0 KO)

| 경기일자        | 상대            | 결과 | 내용    | 대회                        |
| --------------- | --------------- | ---- | ------- | --------------------------- |
| 2006년 7월 30일 | 후지모토 유스케 | 패   | 3R 판정 | K-1 월드 GP 2006 in sapporo |

## 정보
주 베이스는 MMA 타격이다. 그는 K-1의 이벤트무대인 다이너마이트에서만 4번 등장하였다. 그중에 2번은 이기고, 2번은 졌다. 2승은 MMA가 전무한 시릴 아비디를 맞아 판정승을 거두었고, 지나친 체중으로 연속 패배 중인 아케보노를 역시 판정으로 꺾었다. 2패는 어마어마하게 큰 신장을 이용해 긴 리치로 공격하는 데다가 씨름을 바탕으로 하여 타격까지 갖춰 위협적인 MMA실력을 보여준 최홍만에게 16초만에 TKO로 끝나고, MMA에 나름 능한 흥행 보증수표 밥 샵에게는 파운딩 연타로 패하게 된다.